# Saint-Chély-d’Apcher
Saint-Chély-d’Apcher – miejscowość i gmina we Francji, w regionie Oksytania, w departamencie Lozère.
Według danych na rok 1990 gminę zamieszkiwało 4570 osób, a gęstość zaludnienia wynosiła 162 osoby/km² (wśród 1545 gmin Langwedocji-Roussillon Saint-Chély-d’Apcher plasuje się na 71. miejscu pod względem liczby ludności, natomiast pod względem powierzchni na miejscu 222.).
W Saint-Chély-d’Apcher urodził się arcybiskup Rouen i prymas Normandii kard. Dominique de La Rochefoucauld.

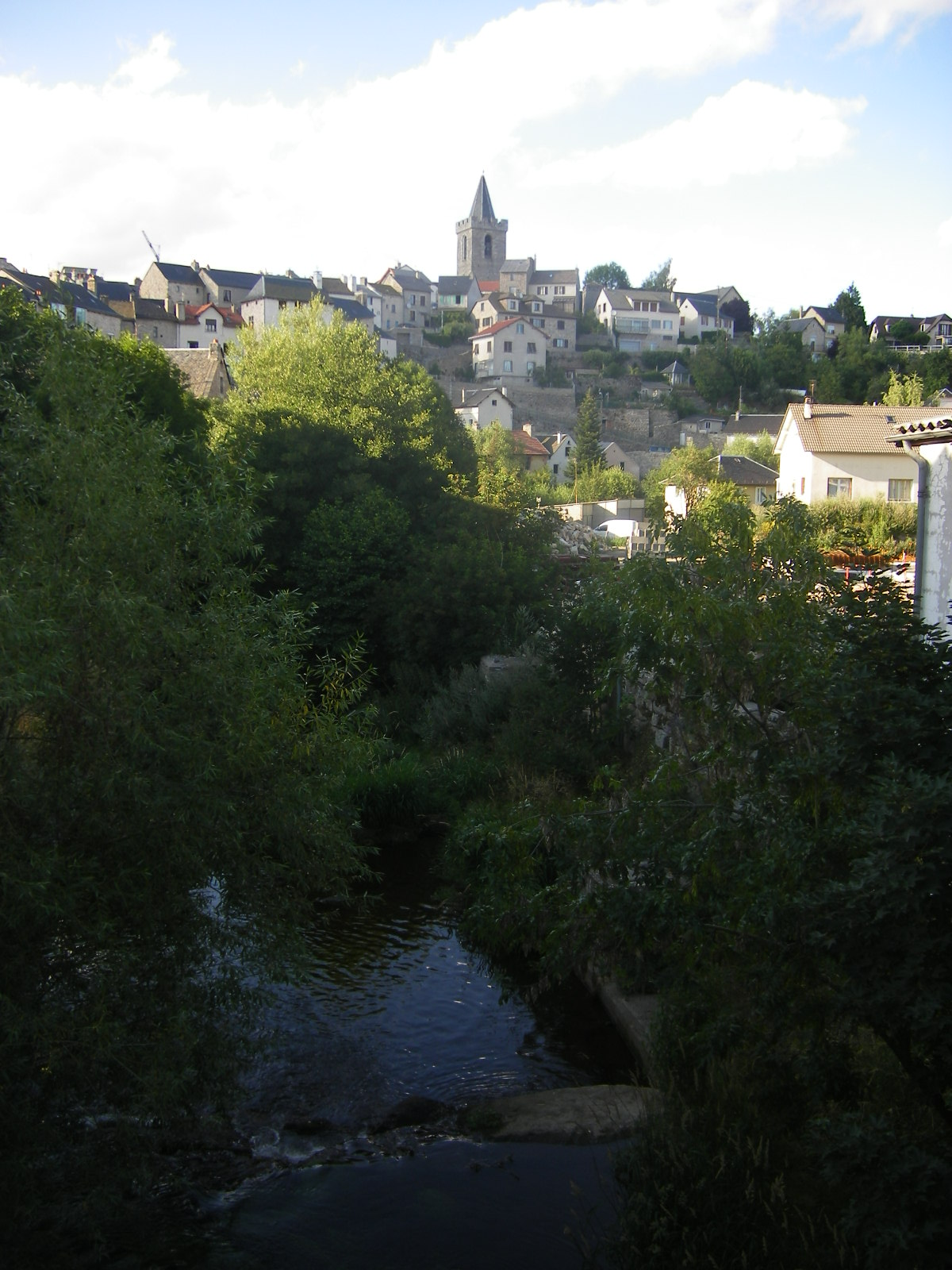
Kościół w Saint-Chély-d’Apcher, 2007

## Populacja

Populacja Saint-Chély-d’Apcher w latach 1962–2008